# Zophomyia nitens
Zophomyia nitens là một loài ruồi trong họ Tachinidae.